# Tiské stěny

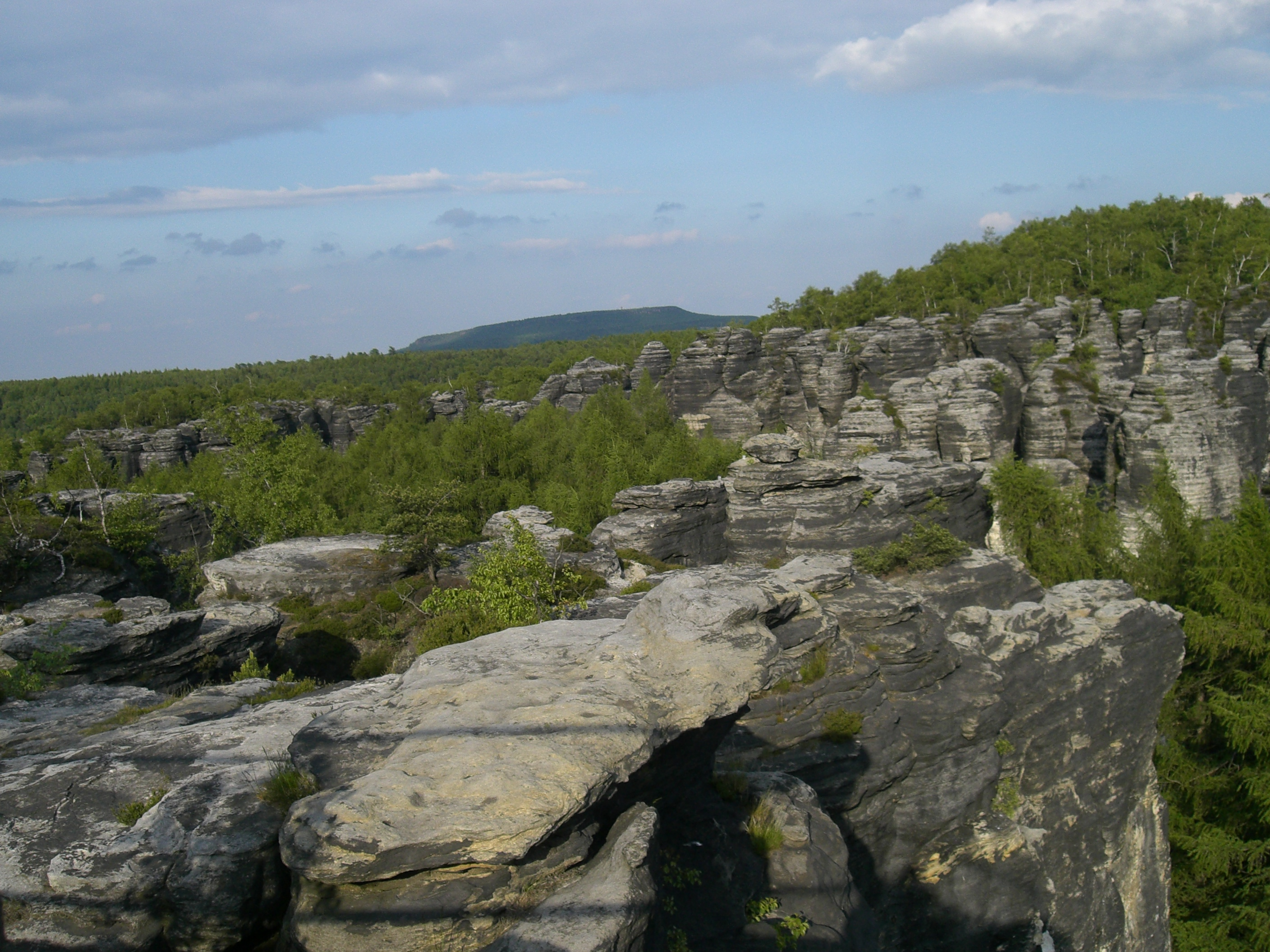
Tiské stěny, w głębi Děčínský Sněžník – widok od strony zachodniej

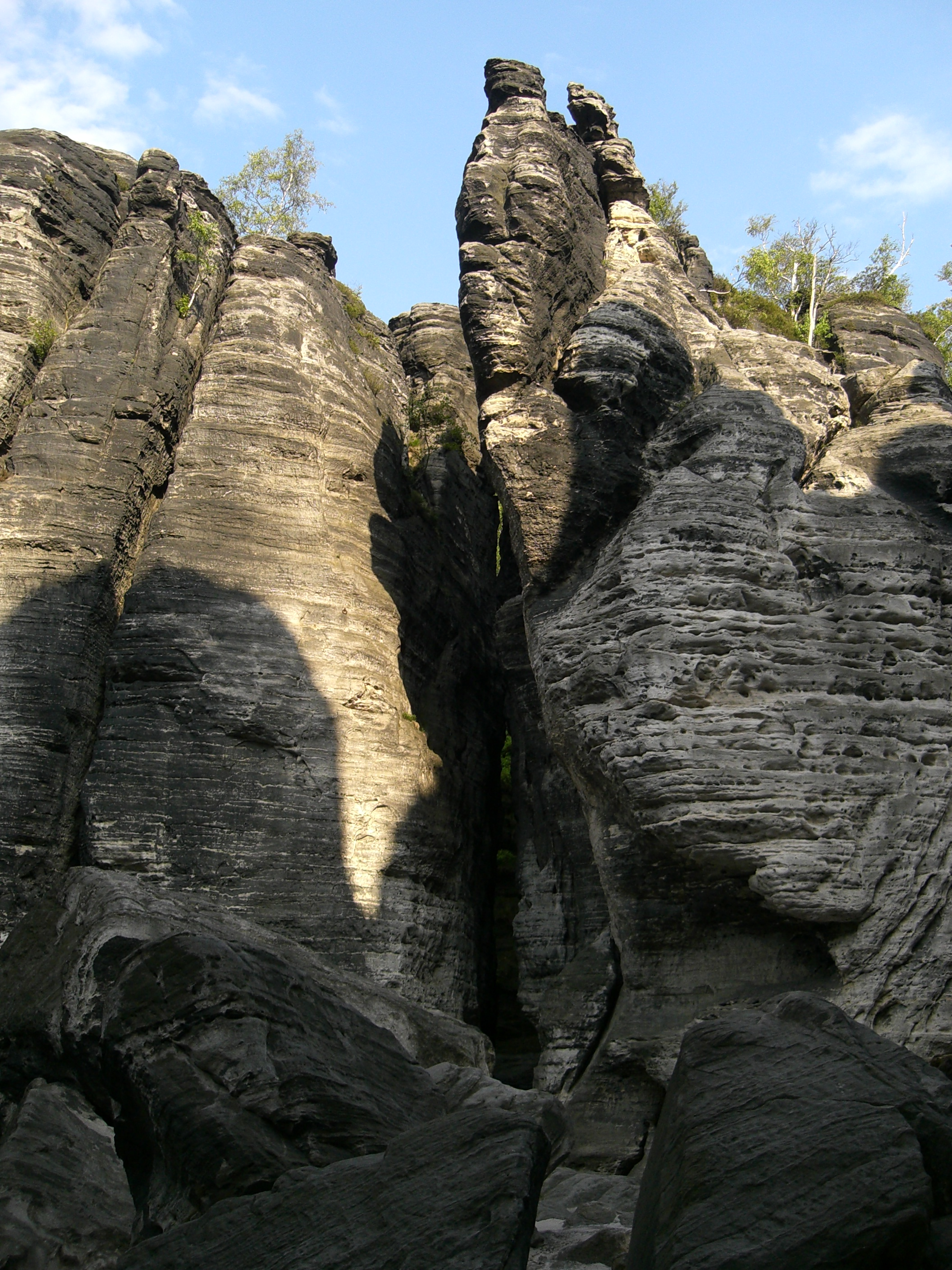
Tiské stěny

Tiské stěny (czes. Přírodní památka Tiské stěny) – pomnik przyrody nieożywionej, obszerny zespół różnorodnych form skalnych w Czechach, w południowo-zachodniej części Wyżyny Dieczyńskiej, na Obszarze Chronionego Krajobrazu Łabskie Piaskowce, na północnych obrzeżach miejscowości Tisá, około 10 km na zachód od centrum miejscowości Děčín.

## Charakterystyka
Piaskowcowe skały masywu dochodzą do wysokość 613 m n.p.m., a następnie opadają jednolitą prawie 70-metrową pionową ścianą w kierunku południowym. Na północnej stronie wskutek działalności procesów erozyjnych i denudacyjnych utworzyły się liczne skalne formy: słupy, wieże, ściany, jary, wąwozy, kaniony, wąskie korytarze, jaskinie i obszerne place. Tiské stěny dzielą się na dwie części – Velkě stěny i Malě stěny, które oddzielone są obszernym wyrównaniem. Wspólnie z Rájeckými stěnami, Ostrovskýmí stěnami i Děčínskim Sněžníkiem tworzą znany rejon wspinaczkowy atrakcyjny turystycznie.

## Budowa
Tiské stěny zbudowane są ze skał osadowych: piaskowców oraz margli – skał ilasto-wapiennych, które tworzą wyraźne odrębne warstwy, różniące się odpornością, ułożone na przemian jedne na drugich. W twardych, lecz spękanych piaskowcach proces erozji przebiegał wolniej, a w miękkich i łatwo rozpuszczalnych marglach szybciej. Partie szczytowe form skalnych powstały z powierzchni stropowych pokładów mocnych piaskowców, a ich pionowe, urwiste zbocza z mniej odpornych skał.

## Powstanie
Skały tworzące Tiské stěny powstały w mezozoiku, w okresie górnej kredy, w górnym cenomanie i turonie (100–85 mln lat temu). W morzu, które w tamtym czasie zalegało ten obszar, osadziły się warstwy piasków. Warstwy wzmocnione najróżniejszym lepiszczem podlegały przez wiele milionów lat konsolidacji, aż zmieniły się w piaskowce. Kilkadziesiąt milionów lat później, w trzeciorzędzie, po ustąpieniu morza, wskutek działalności tektonicznej i wulkanicznej na sąsiednim Czeskim Średniogórzu, doszło do ruchów warstw ziemi. Gruba płyta warstw piaskowca układem załamań i spękań została zaburzona. Warstwowa budowa skał oraz selektywne i stopniowe z biegiem czasu wietrzenie, erozja, działanie wody i sedymentacja materiału skalnego doprowadziły do powstania charakterystycznego krajobrazu skalnego miasta, z głębokimi kanionami, wzniosłymi ścianami i różnorodnymi formami skalnymi.

## Flora i fauna
Flora obszaru jest uboga. Wyższe partie pokrywa gęsty las sosnowy z domieszką brzozy brodawkowatej. Przeważającymi gatunkami są: wrzos pospolity, perłówka jednokwiatowa, orlica pospolita.
Z ptactwa gnieździ się tu pustułka, pleszka, kopciuszek, pliszka siwa, kruk, w przeszłości gnieździł się też sokół wędrowny.

## Ochrona przyrody
W 1996 r. obszar 99,5 ha uznano za pomnik przyrody celem ochrony unikatowych form skalnych, zwłaszcza niezwykłego miasta skalnego na południowym skraju załamania krušnohorskiego, mezozoicznej płyty piaskowcowej. Ze względu na ochronę ptaków Tiské stěny zostały objęte ochroną w ramach programu Natura 2000 (dyrektywa ptasia).

## Historia

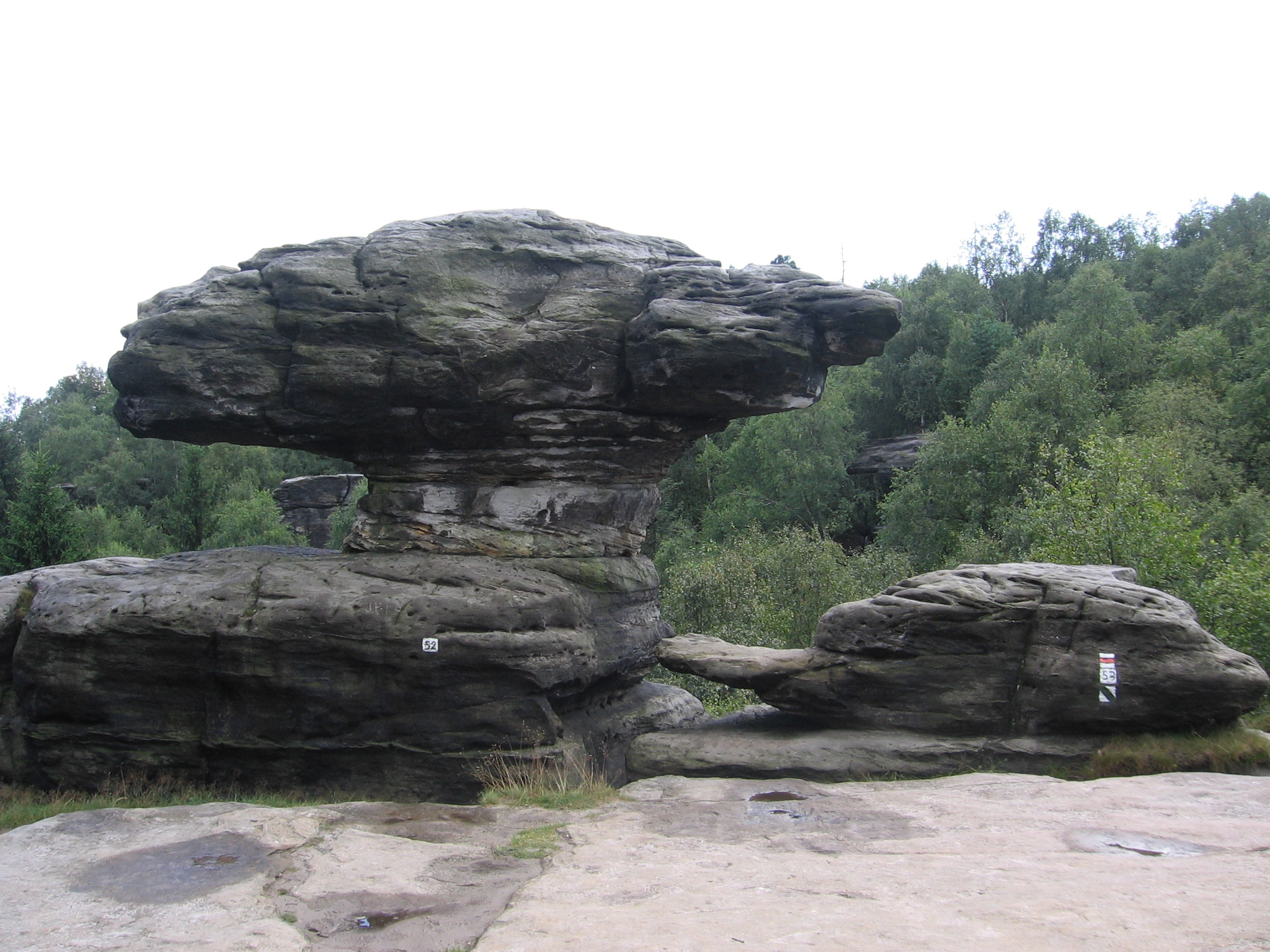
Skały Żółw i Grzyb

Tiské stěny należą do najstarszych rejonów turystycznych Łabskich Piaskowców. W przewodniku po Państwie Deczyńskim z 1828 roku znajduje się jeden z najstarszych opisów skał „Doktor i Starosta”. Dla odwiedzających skalne miasto w dawniejszych czasach opracowano przewodnik, który na trasie kierował uwagę na skalne utwory, pobudzając wyobraźnię zwiedzającego. W XIX wieku powstała tradycja nazewnictwa skał, wiele skał nazwano, nawiązując do podobieństwa i kształtu skały, najciekawsze nazwy dotrwały do obecnych czasów.

## Wspinaczka
Obszar Tiskich stěn jest piaskowcowym rejonem wspinaczkowym. Pierwszego sportowego wejścia na szczyty skał w Tiskich stěnach dokonano na początku XX wieku na „Sloní sloup” 10 sierpnia 1907, a na wieżę „Mumie” 23 sierpnia 1907. Od tego czasu wyznaczono wiele tras wspinaczkowych o różnym stopniu trudności. Pojedyncze wspinaczkowe trasy maja swoje własne nazwy. Każda szczególna skała ma numerację. Skały oznaczone są czarnymi numerami w białych kwadratach. W Malých stěnách jest 19, a w Velkých stěnách 56 skalnych formacji.

## Turystyka
Jest to teren turystycznie nie najłatwiejszy, o czym może świadczyć fakt, iż do 1818 roku wstęp do skał bez przewodnika był wzbroniony.
- Głównym punkt wyjściowym do Tiských stěn jest parking przy kościele św. Anny w Tisie, z którego prowadzi czerwony szlak na skalny plac, który dzieli skalne miasto na Velké i Malé stěny.
- Przez skalne miasto prowadzi  szlak turystyczny.
- W pobliżu formacji skalnych „Grzyb” i „Żółw” położone jest schronisko turystyczne z restauracją.

Przez obie części prowadzi ścieżka dydaktyczna „Tiské stěny”.